# José San Millán Coronel
José San Millán Coronel (Granada, 12 de desembre de 1788 – Madrid, 1857) va ser un militar, hisendista i polític espanyol, diputat a Corts i ministre d'hisenda durant la minoria d'edat d'Isabel II d'Espanya.

## Biografia
En 1805 cadet, en 1808 sotstinent i en 1809 tinent combatent en la Guerra del francès. En 1815 era oficial de Loteries i, en 1822, Oficial de la Secretaria d'Estat i de Despatx de Guerra. Passa després a Hisenda, on fou destituït després del fracàs del Trienni liberal i hagué d'exiliar-se.
En 1834 és reintegrat en les seves funcions i, dos anys més tard, és nomenat cap de taula de la Secretaria del Despatx d'Hisenda, passant en 1837 a la Direcció general de Duanes. Entre el 3 de setembre de 1839 i el 8 d'abril de l'any següent va ser ministre d'Hisenda en el gabinet d'Evaristo Pérez de Castro. En 1840 fou elegit diputat per Huelva, però no va prendre possessió de l'escó per motius de salut. Des de 1840 va ser Senador per Palència encara que va renunciar a l'any següent.